# 関白宣言
「関白宣言」（かんぱくせんげん）は、シンガーソングライターのさだまさしの楽曲、あるいはこの曲を収録した1979年7月10日に発表したシングルである。またこの楽曲を元にした同タイトルの映画作品も製作された。

## 解説

### 関白宣言

#### 概要
「関白宣言」は、さだが当時山本直純に紹介されて通っていた京都・先斗町のスナック「鳩」のママ（さだは母親と歳が近かったので「お母さん」と呼んでいた）に、「最近の男は駄目になった。だから若い娘も駄目になった。男はん、しっかりしとくれやっしゃ。お師匠はん、そういう歌を作っとくれやっしゃ」と言われたことがきっかけで作られた作品である。あえて男が強気な内容の歌詞なのはそのためである。
作品は1979年5月28日に、大分文化会館でのコンサートが始まるまでの合間を縫って一気に書き上げられた。コンサートで発表された当初のタイトルは「王手」で、副題だった「関白宣言」がレコード化される際に正式なタイトルに変更された。シングル盤ではさだの最大のヒット作であり、約160万枚または169万枚というミリオンセラーを記録する大ヒットとなった。しかし、さだ自身「『一番売れた曲』イコール『一番良い曲』ではない」と言っている。聴衆からの人気もさほど高くはなく、テレビやラジオなどの企画でファンによるさだの楽曲の人気投票では上位に入らないことが多い。1979年、さだはこの曲で『第30回NHK紅白歌合戦』に出演した。1990年6月6日放送の「夜のヒットスタジオSUPER」では、浮気の言い訳台詞「ま、ちょっと覚悟はしておけ」を、その当時CMソングとして話題であった小泉今日子の楽曲「見逃してくれよ!」を引用して「見逃してくれよぉ〜」と歌った（コンサートではこの部分の歌詞を変えることは多い）。長年の心境の変化があったのか、その数年後に「関白失脚」が作られることになる。
結婚を前にした男が相手の女性に向けて「亭主関白」となることを宣言しつつも、自分のもろさや弱さ、相手への深い依存心をのぞかせ、不器用な愛情を吐露していく、という内容をコミカルに歌い上げている。発表されるや否やその歌詞をめぐって女性団体などから「女性差別」、「男尊女卑」と反発を受けるなどの騒動となった。当時この歌は普段は歌謡曲を買わない層に訴えた部分が大きく、慣れない姿で買いにくる客が多かった。題名もよく間違えられ、「亭主関白」や、「関白音頭」と呼んでレコードを買いに来た客もいたという。
なお、福田郁次郎と共編ながら、グレープ解散後、ソロ・デビュー以来初めて、さだがアレンジを手がけた作品でもある。
TBSテレビ『ザ・ベストテン』は前作「天までとどけ」に続いて、さだの2曲目のランクインとなった。8月2日放映時に第10位で初登場、以降9月20日・9月27日（2週連続）同番組においてさだにとって最高の第2位まで上昇したが、ゴダイゴの「銀河鉄道999」に阻まれて首位達成はならなかった。以降11月8日放映（第8位）まで14週連続で10位以内をキープし、同番組の1979年年間ベストテンは第6位に入った。

#### コンサートの余興
コンサートでは、本作のエンディング部分を聴衆とともに歌うことが恒例となっている。
本作のエンディング部分は、小結尾（子どもたちの笑い声）のあと、結尾主題を繰り返してアッチェレランド（次第に速く）しながらフェードアウトして終わる。ただしコンサートの場合はフェードアウト出来ないため、結尾主題を繰り返してアッチェレランドをしながら最後にコーダを添えて締めくくることが常である。さだのコンサートで「関白宣言」を採り上げる際には、テンポを上げるスピードの限界に挑戦すべく、エンディングの部分だけをアンコールすることが余興のひとつになっている。演奏終了後、エンディングが2 - 3回アンコールされるが、その都度開始のテンポを上げていくために、最後の演奏ではコーダ部分はほとんど聴き取れない状況（プレスティッシモ以上）に至る。
なお結尾主題が「ドー・ミー・ソー」というフレーズで始まることから、そのまま「ソーー・ソッソー・ミッミー」と続けて、J.シュトラウスのワルツ『美しく青きドナウ』の主題を演奏したこともある。

#### アンサーソング
さだは1980年、軽井沢音楽祭で本作のアンサーソングとして「大きな森の小さな伝説（）」（アルバム『夢のつづき』収録）を発表している。1994年には、シングル「ヴァージンロード」のカップリング曲として「関白失脚」を発表した。
他のアーティストでは、女性側からのアンサーソングとしてたなか愛の「良妻宣言」、渋谷岩子の「奥方宣言」、平松愛理の「部屋とYシャツと私」などが発表されている。他にも「関白宣言に対する宣言」（桜田淳子）、「逆・関白宣言」（沢知恵）、「関白」（SEAMO）といった派生曲も生まれた。2006年に嘉門達夫が、みのもんた、美輪明宏、明石家さんま、さだまさしの4人を題材とした替え歌「働くオジサン宣言〜関白宣言〜」を発売している。後にさだ自身がアンサーソングとして「勇気凛々」を生み出しているほか、さだは「関白宣言」自体が「君といつまでも」のアンサーソングであると語っている。

#### 特記事項
- 1979年に創刊された『オリコン全国ヒット速報（現：オリ★スタ）』創刊号（1979年8月6日号、「00号」）の週間シングルチャート1位（創刊号時点で2週連続1位であった）。ちなみに週間アルバムチャート1位は岸田智史の『モーニング』だった。
- 1995年に文化放送のラジオ番組『(有) さだまさし大世界社』の企画で東鳩製菓（現：東ハト）から「関白宣言」のタイトルをもじった「たんぱく宣言」というスナック菓子が発売された。パッケージには「俺より先に喰ってはいけない」（「関白宣言」の一節のパロディ）と記されていた。
- 間奏が「君の瞳に恋してる」の間奏に似ているが、これは意図したものではなく、あとで「あれ？「君の瞳に恋してる」だ」と気づいたという。[誰によって?]
- ジャケット撮影の際、さだは黒の礼服を着て撮影に臨んだが、不注意で白の靴下を穿いていた。そのためカヴァー写真の右足、靴下の部分は黒く塗りつぶして修正されている。
- 政治家・婦人運動家の加藤シヅエは『関白宣言』をお気に入りの曲としており、さだに「男はこれで宜しい、女もこれで宜しい、愛はこうで宜しい」というメッセージを寄せている。また、前述の「勇気凛々」は加藤の死の翌年に発表された楽曲であり、「故・加藤シヅエ先生に捧ぐ」という副題がつけられている。
- 2003年には『末っ子長男姉三人』の中でさだが本人役で出演し、本作を歌唱している。
- 2009年にはBerryz工房・真野恵里菜がカヴァーした（アルバム『チャンプル①〜ハッピーマリッジソングカバー集〜』に収録）。
- 2010年にはガガガSPもカバーした（アルバム『PUNK is FOLK』に収録）。
- NHK Eテレの教育番組「歴史にドキリ」（2012年9月26日放送分）にて中村獅童が豊臣秀吉に扮し「関白宣言（秀吉流）」を披露した。
- モト冬樹が出だしを「お前を嫁にもらう前に言っておきたい禿がある」と歌っていた。
- 2019年のACジャパンの支援キャンペーンとして、「関白宣言」のタイトルをもじった「にゃんぱく宣言」（支援団体：日本動物愛護協会）を展開、猫の適正飼育を訴えるCMを放送。CM曲もさだがACジャパンの依頼を受け作詞・作曲し、自ら歌唱している（CMは東急エージェンシーが制作）[8][9]。ただし「にゃんぱく宣言」自体は当初広告代理店から「関白宣言の替え歌で作って欲しい」と依頼されたが、替え歌が著作権上難しいので関白宣言のように聞こえるように作った、とNHK総合テレビの深夜番組『今夜も生でさだまさし』（2019年10月26日放送分）内で同曲を披露した際に裏話として明かしている。

## 収録曲

### SIDE 1
「関白宣言」（作詩・作曲：さだまさし、編曲：福田郁次郎・さだまさし、弦編曲：藤田大土）
当時の発売元のワーナー・パイオニアから"FASHION DISK"と銘打って12インチシングル盤のカラーレコードを出す企画があり、「天までとどけ」とのカップリングで発売されたことがある（FFR3502、他は河島英五、松岡直也、小林幸子の4人それぞれ色が違っていた。さだのカラーは緑色）。

### SIDE 2
「なつかしい海 - My little shore -」 （作詩・作曲：さだまさし、編曲：福田郁次郎・さだまさし、弦編曲：藤田大土）

## セルフカバー
さだ自身のセルフカバーは2回収録されている。
- 『帰郷』(1986年）
- 『さだ丼 新自分風土記III』（2021年）
- この他、ライブテイクがあり、多くのライブ盤に収録されている。

## 映画『関白宣言』
『関白宣言』（かんぱくせんげん）は、1979年12月22日公開に公開された日本映画。製作は東宝映画、配給は東宝。カラー、ビスタビジョンサイズ。上映時間は86分。

### 解説
さだの同名楽曲が「女性蔑視、時代錯誤」などと、世の女性からヒステリックな反対の声が起こり話題を呼んで大ヒットしたことから、東宝が映画化を企画。さだまさしの主演を予定していたが、さだが翼プロの『翔べイカロスの翼』に主演中で出演不可能となり、代わりにさだまさしの実弟、さだ繁理（佐田繁理：現在はさだの個人事務所「さだ企画」の社長）を抜擢した。共演は名取裕子ほか。さだ本人も端役でたびたび顔出ししている（クレジットには「ひやかし出演」とある）。また、映画自体もさだの他の曲の要素があり、彼女の父親に主人公が娘さんを下さいと言うシーンでは「親父の一番長い日」（イントロ）が流れた。映画の内容が東宝のサラリーマン喜劇の焼き直しで、『キネマ旬報』から「ニューミュージックの包装で新しくなるんでしょうかね」と揶揄された。

### キャスト
- 宇田まさし：さだ繁理
- 鈴木久美：名取裕子
- 鈴木部長：財津一郎
- 古山みのる：新井康弘
- 山川浩：丹波義隆
- 風間好子：佐良直美
- 岡崎：田中邦衛
- 相沢あけみ：テレサ野田
- 野坂めぐみ：亜湖
- 宇田政子：泉ピン子
- 祖母：北林谷栄
- 清子：里見奈保

### スタッフ
- 製作：荒木正也
- 協力製作：山田順彦
- 企画：フリーライト
- 脚本：紺野八郎、かがみおさむ
- 音楽：渡辺俊幸
- 撮影：加藤雄大
- 美術：樋口幸男
- 録音：田中信行
- 照明：佐藤幸次郎
- 編集：池田美千子
- チーフ助監督：西川常三郎
- 製作担当者：徳増俊郎
- 整音：西尾昇
- スチール：岩井隆志
- 音響制作：東宝録音センター
- 監督：松林宗恵

### 同時上映
- 『天使を誘惑』

ホリ企画制作作品。原作：高橋三千綱。監督：藤田敏八。主演：山口百恵、三浦友和。

## 関白失脚
1994年、「関白宣言」のアンサーソングとして「関白失脚」がシングル「ヴァージン・ロード」のカップリング曲として発表された。同年のアルバム『おもひで泥棒』にも収録されている。
結婚して数十年。結婚する時には強気な言葉で「関白宣言」してみたものの、もともとあった「男が弱くなる」流れには結局逆らえなかった。いまや家族には相手にされず、犬のポチしか話す相手がいない…そんな中年男性の悲哀を描き、同時に応援メッセージを送る作品である。
これは、元々1993年のさだのデビュー20周年記念コンサートで、中年男性の悲哀を描いたさだの人気ステージトークネタ『お父さんとポチ』を下敷きに「関白宣言」のイントロをマイナーコード（短調）に変えた替え歌を作り、冒頭部分をシャレで演奏してみたところ、これを聞いたファンから「続きが聴きたい」というリクエストが多く寄せられたため、3番以降はまったく別展開とした楽曲を制作。なお最後には移調のうえメジャーコード（長調）になる。
翌年のコンサートツアー「Act21」初日公演（戸田市文化会館）で初演され、6月29日にNHKホールでライヴ録音された。その後、ダスキンのキャンペーンに使用された。
途中（2番と3番の間）、グリーグのピアノ協奏曲の冒頭・序奏部が引用されている。